# 阿拉瓜南 (托坎廷斯州)
阿拉瓜南是巴西托坎廷斯州的一个市镇。总面积834.701平方公里，总人口5087人，人口密度6.1人/平方公里。